# Mirlovići
Mirlovići (cyr. Мирловићи) – wieś w Bośni i Hercegowinie, w Republice Serbskiej, w gminie Višegrad. W 2013 roku liczyła 8 mieszkańców.